# Радуч (Нови Кавенчин)
Радуч (пољ. Raducz) је село у Пољској које се налази у војводству Лођ у повјату Скјерњевицком у општини Нови Кавенчин. Налази се у средини земље, око 70 km југозападно од Варшаве.
Налази се на реци Равка.
Број становника је око 35.
Основан у XVIII веку.
Од 1975. до 1998. године ово насеље се налазило у Скјерњевицком војводству.